# Ренкенберге
Ренкенберге (нем. Renkenberge) — община в Германии, в земле Нижняя Саксония.
Входит в состав района Эмсланд. Подчиняется управлению Латен. Население составляет 709 человек (на 31 декабря 2010 года). Занимает площадь 18,98 км².
Коммуна подразделяется на 2 сельских округа.

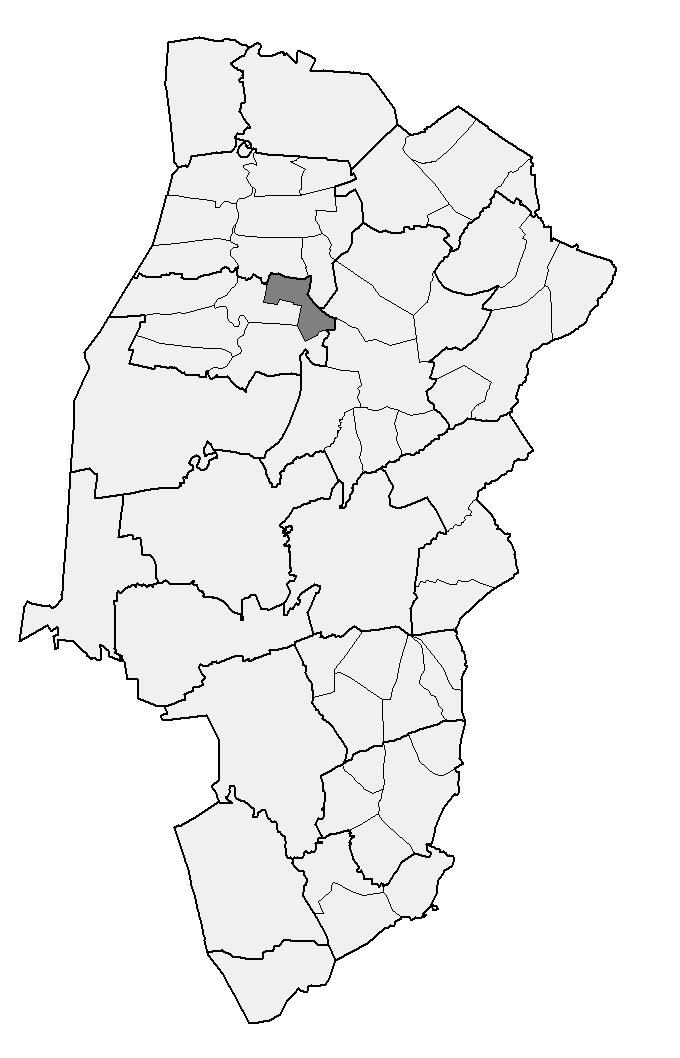
Ренкенберге